# 北広島駅
北広島駅（きたひろしまえき）は、北海道北広島市中央6丁目にある、北海道旅客鉄道（JR北海道）千歳線の駅。駅番号はH07。電報略号はキヒ。事務管理コードは▲131405。

## 歴史

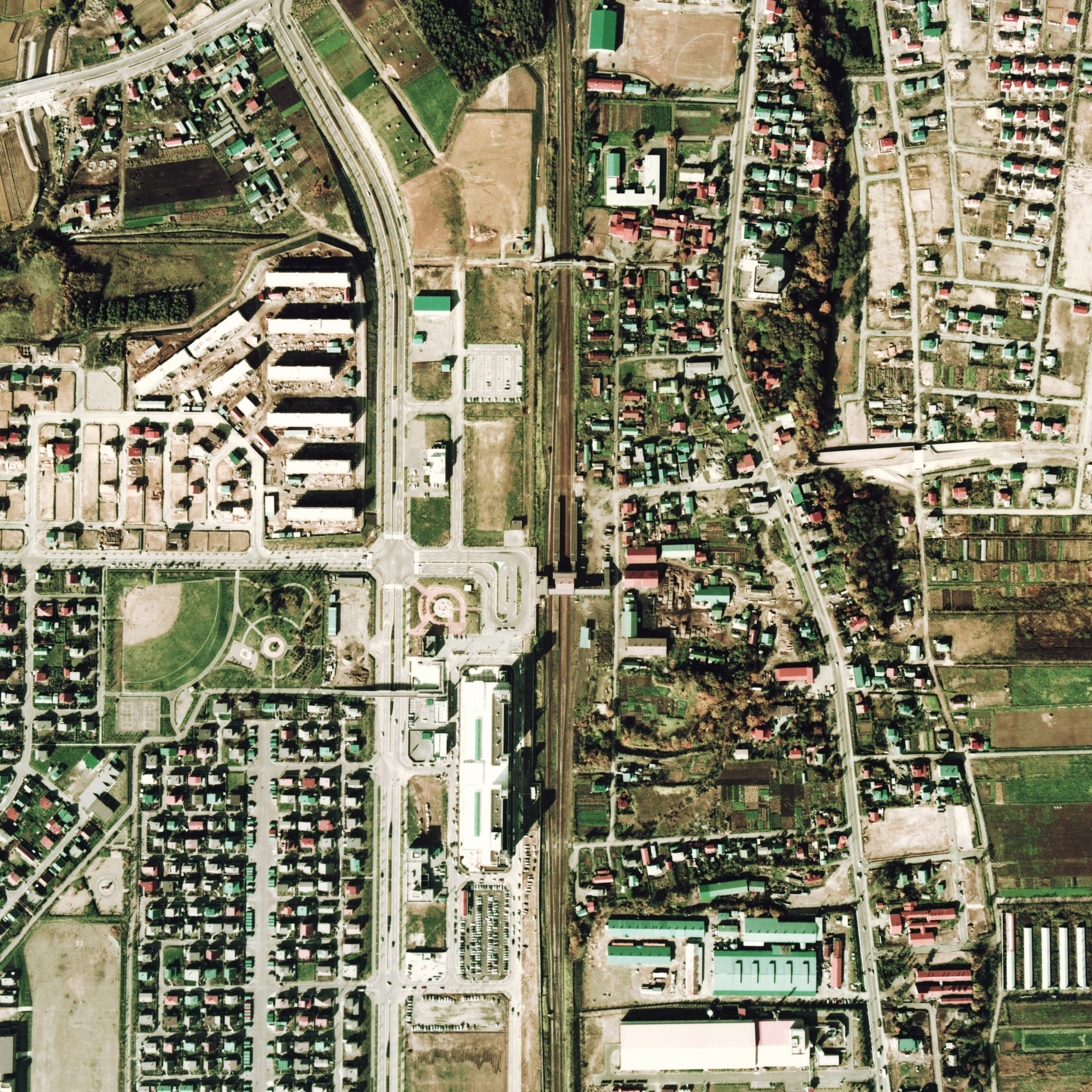
1976年の北広島駅と周囲約1キロメートル範囲。上が札幌方面。すでに橋上駅となっている。写真右側ホームの北端右横にある白い空き地は、地上駅舎時代の旧駅舎の跡地である。

- 1926年（大正15年）8月21日：北海道鉄道札幌線の駅として開業[2][5]。一般駅。
- 1943年（昭和18年）8月1日：戦時買収により北海道鉄道が国有化し、鉄道省（国鉄）千歳線の駅となる[5]。
- 1966年（昭和41年）9月：北広島 - 恵庭間複線化[5]。
- 1973年（昭和48年）9月9日：苗穂 - 北広島間複線化[5]。
- 1974年（昭和49年）12月20日：貨物の取り扱いを廃止[6]。橋上駅舎化[5][7]。
- 1984年（昭和59年）2月1日：荷物扱い廃止[6]。
- 1987年（昭和62年）4月1日：国鉄分割民営化により北海道旅客鉄道（JR北海道）に継承[2]。
- 1988年（昭和63年）11月：構内を2面3線から2面4線へ改良[8]。
- 1995年（平成7年）11月19日：駅舎移転開設[5][9]。これと同時に、キヨスクも開店。
- 1998年（平成10年）12月12日：自動改札機を設置し、供用開始[10]。
- 2000年（平成12年）3月5日：エルフィンパーク（東西連絡橋）供用開始[5][11]。
- 2008年（平成20年）10月25日：ICカード「Kitaca」使用開始[2]。
- 2020年（令和2年）
  - 8月31日：キヨスクが閉店[12]。
  - 10月：プロ野球チーム、北海道日本ハムファイターズ（以下、ファイターズ）の本拠地移転による乗客の増加に備え、ホーム延伸等の工事を開始[新聞 1]。
- 2022年（令和4年）
  - 3月23日：エルフィンパーク内に北海道四季彩館北広島店が開店[13]。
  - 4月7日：キヨスク跡地に福祉ショップ「ふゅーる」が移転開業[14]。
  - 12月25日：下りホーム（3・4番線）を沼ノ端方に88 m延伸[報道 1]。エレベータ改札口を新設[報道 1]。
- 2023年（令和5年）9月13日 - 北海道ボールパークFビレッジ隣接地への新駅設置計画の変更に伴い、当初案では新駅に設置するとしていた札幌方面への折り返し機能を当駅に設置し、当駅の2番線から札幌方面へ折り返し可能な配線へ変更することをJR北海道が発表[15]。

### 駅名の由来
当地一体は広島県人の入植が行われたため、自治体名が「広島村」となっていたことに因んで名付けられ、広島県広島市の広島駅と区別するため、「北」を冠した。
自治体名についても、後の1996年（平成8年）に広島町（←広島村）が市制施行するにあたり、同じく広島市との混同を避けるため、すでに駅名などで定着している「北広島市」となった。

## 駅構造
島式ホーム2面4線のホームを持つ橋上駅。外側（1・4番線）が本線、内側（2・3番線）が待避線になっている。早朝・夜間を除く大半の普通列車は、当駅で快速「エアポート」と相互接続するほか、特急列車の通過待ちを行う。
この内、札幌方面の3・4番線はファイターズの本拠地が2023年（令和5年）シーズンよりエスコンフィールドHOKKAIDOへ移転することに伴い、前年の2022年（令和4年）12月25日に沼ノ端方へ88 m延伸されている。これは、試合開催時に快速・特別快速・区間快速「エアポート」が停車する4番線の停止位置を沼ノ端方へずらし、ホーム上の混雑を分散させる目的で行われたものである。
社員配置駅でみどりの窓口、自動券売機、話せる券売機、自動改札機、ステーションATM（駅ナカBANK）が設置されている。かつては改札内にホームへ直結するエレベーターがなく、都度駅員に申し出て利用する形が取られていたが、ファイターズ本拠地移転に合わせ、2022年（令和4年）にエレベーター前に自動改札機が置かれて正規の改札口（エレベータ改札口）となった。
駅に直結して東西連絡橋・広場空間「エルフィンパーク」があり、「市民交流広場」では連日様々なイベントを開催しているほか、「市民サービスコーナー」では戸籍や住民票などの交付、市内施設の案内、各種情報の提供などを行っている。
なお、JR北海道では北広島市からの請願駅として、新球場隣接の新駅（北海道ボールパーク駅〔仮称〕）の設置を進めているが、新駅には快速エアポートを停車させず、当駅と新駅とで乗客を分散させる考えを示している。

### のりば
| 番線 | 路線    | 方向 | 行先                   |
| ---- | ------- | ---- | ---------------------- |
| 1・2 | ■千歳線 | 上り | 新千歳空港・苫小牧方面 |
| 3・4 | ■千歳線 | 下り | 札幌・小樽方面         |

（出典：JR北海道：駅の情報検索）

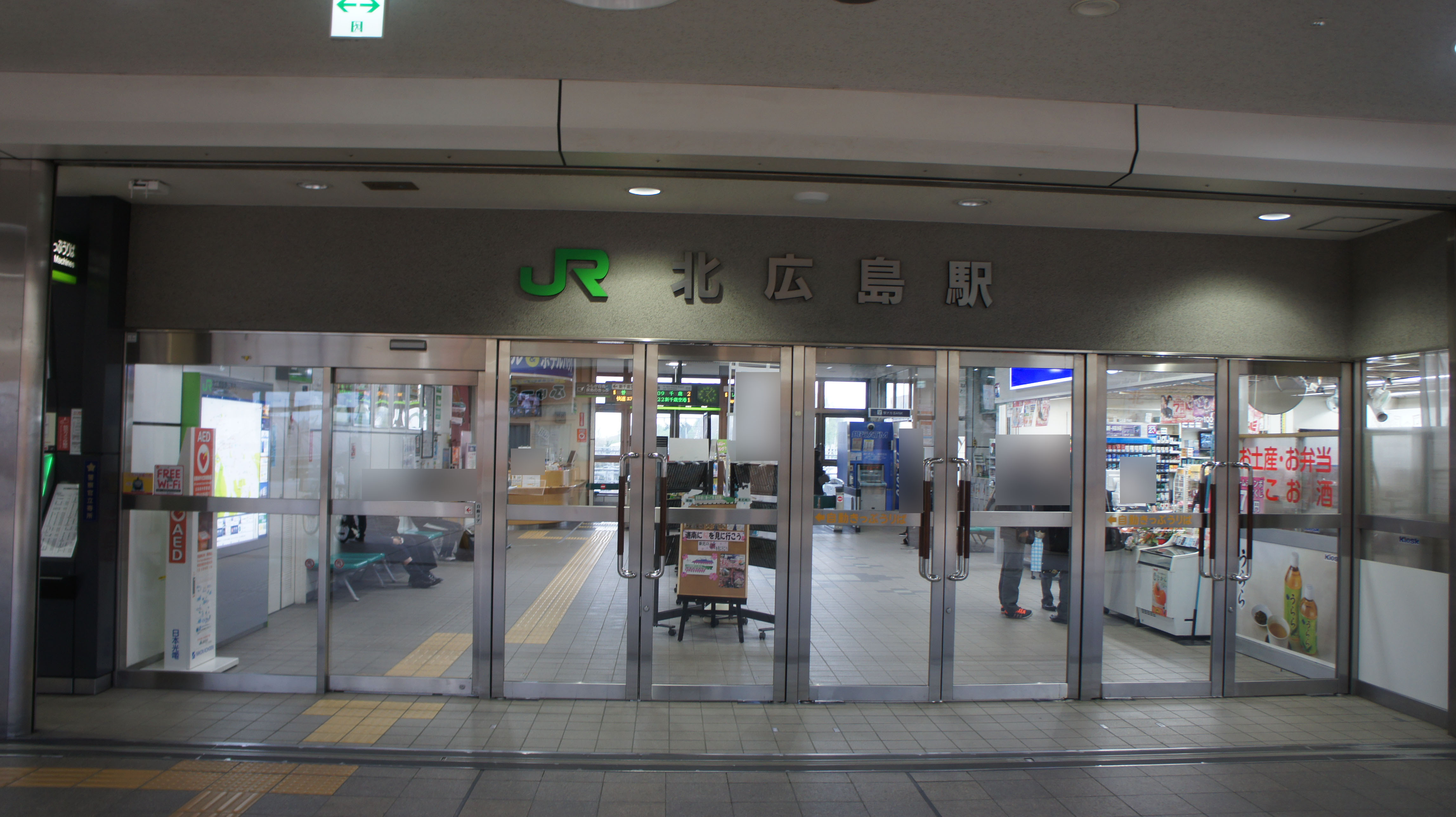
駅出入口（2017年5月）
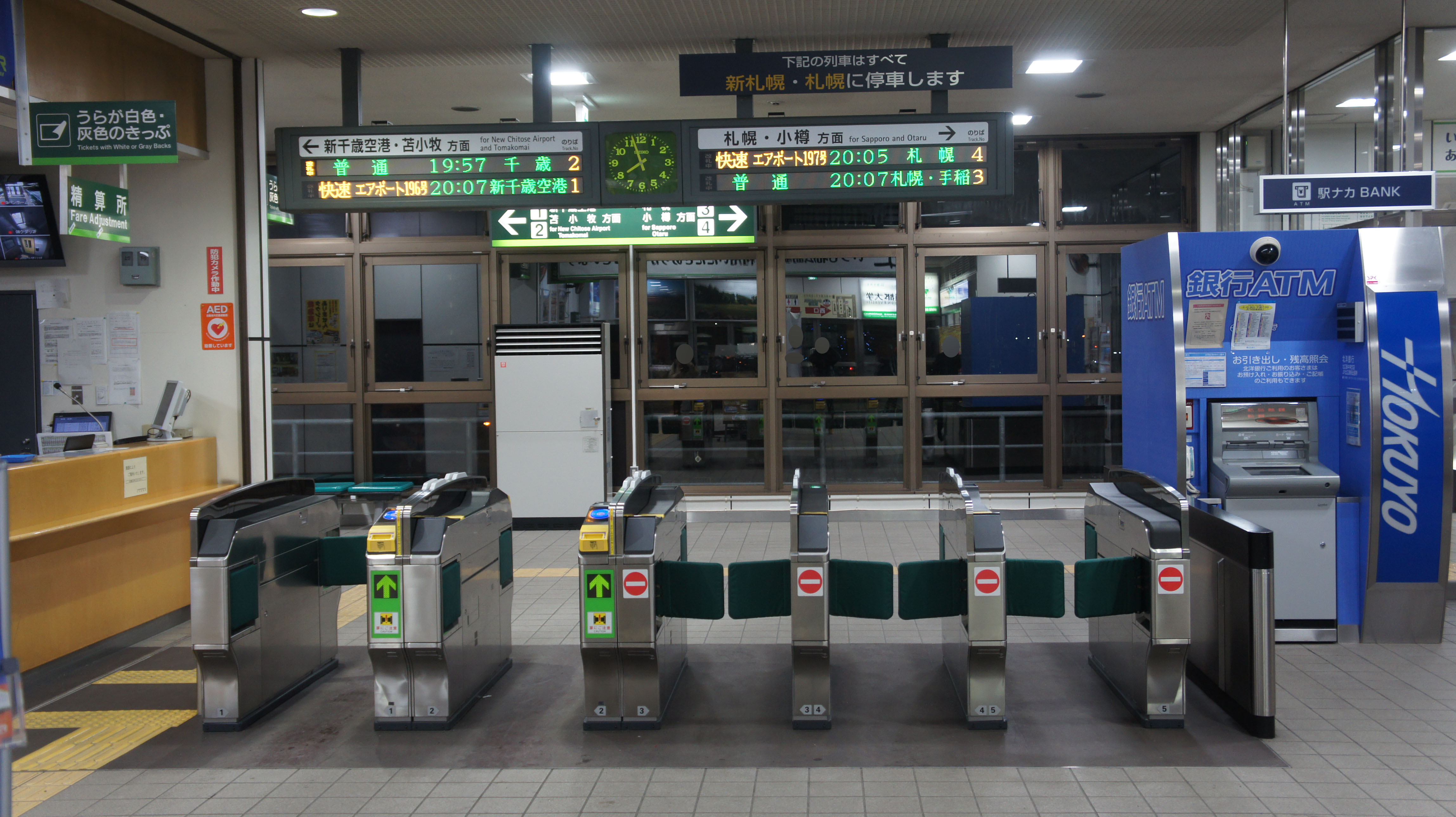
改札口（2017年12月）
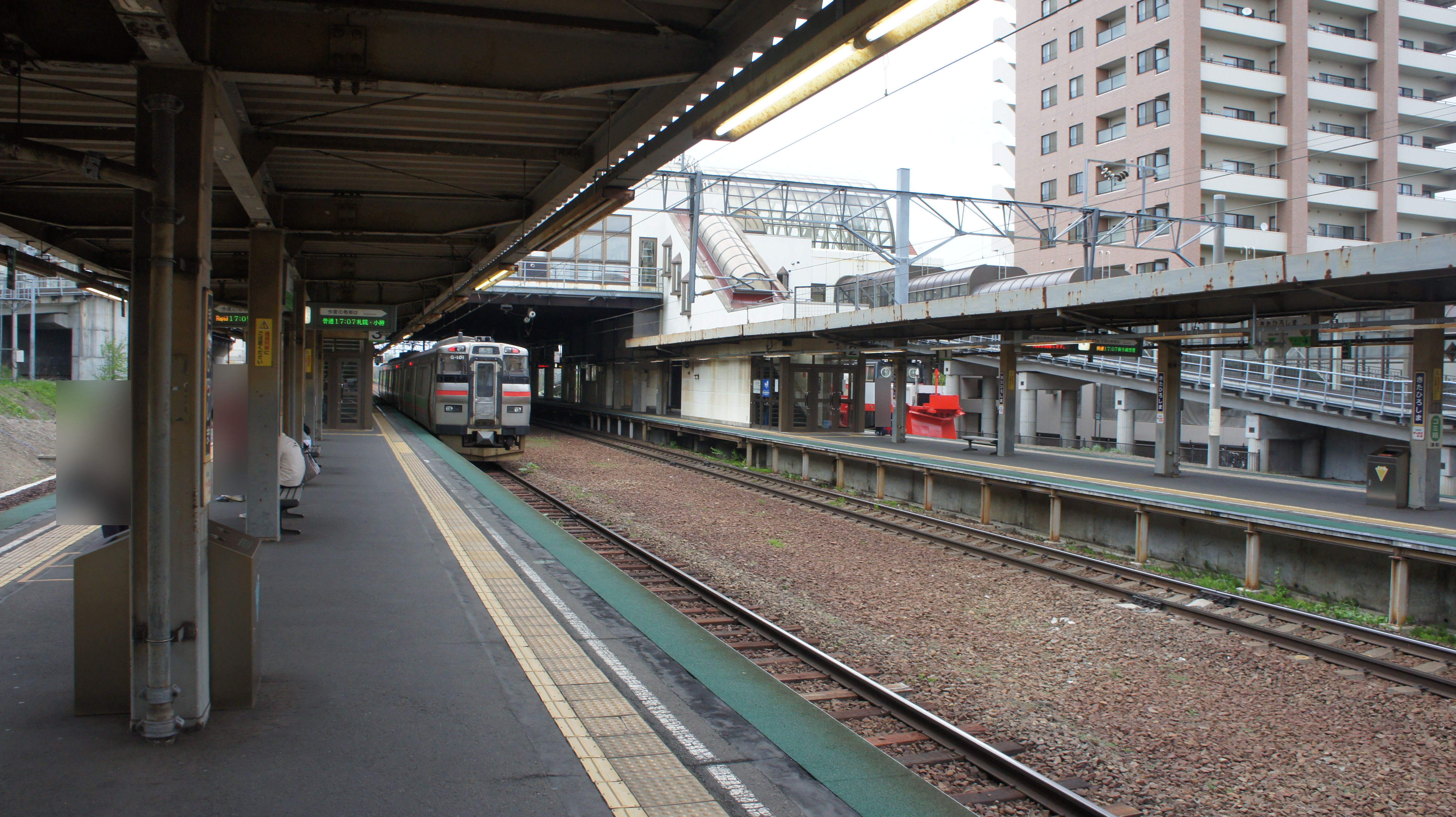
ホーム（2017年5月）
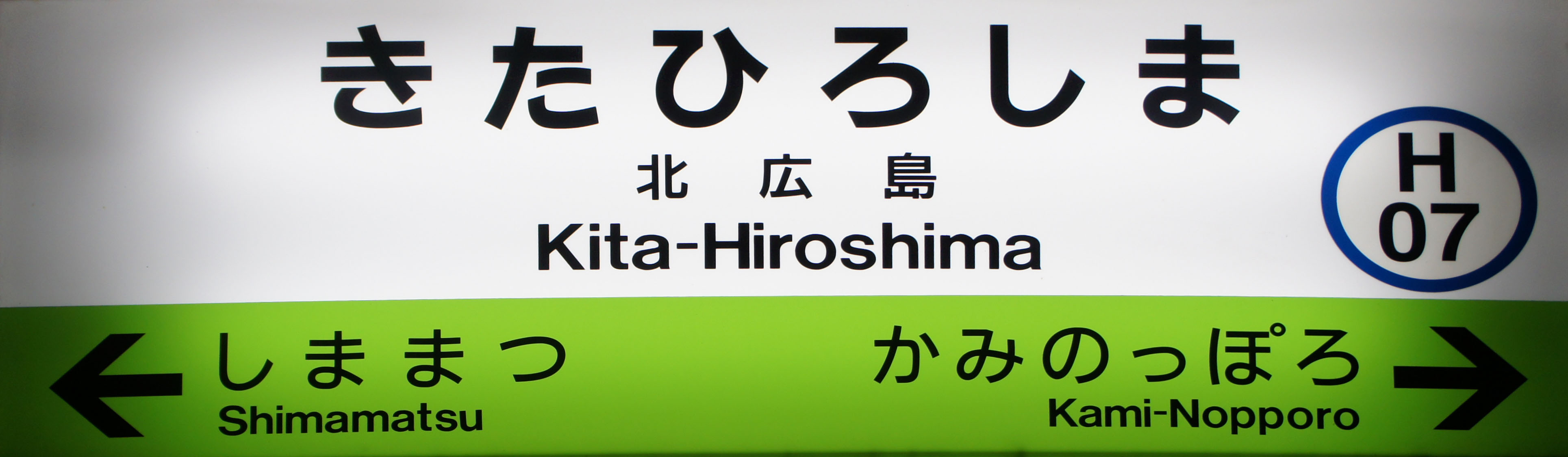
駅名標（2017年12月）
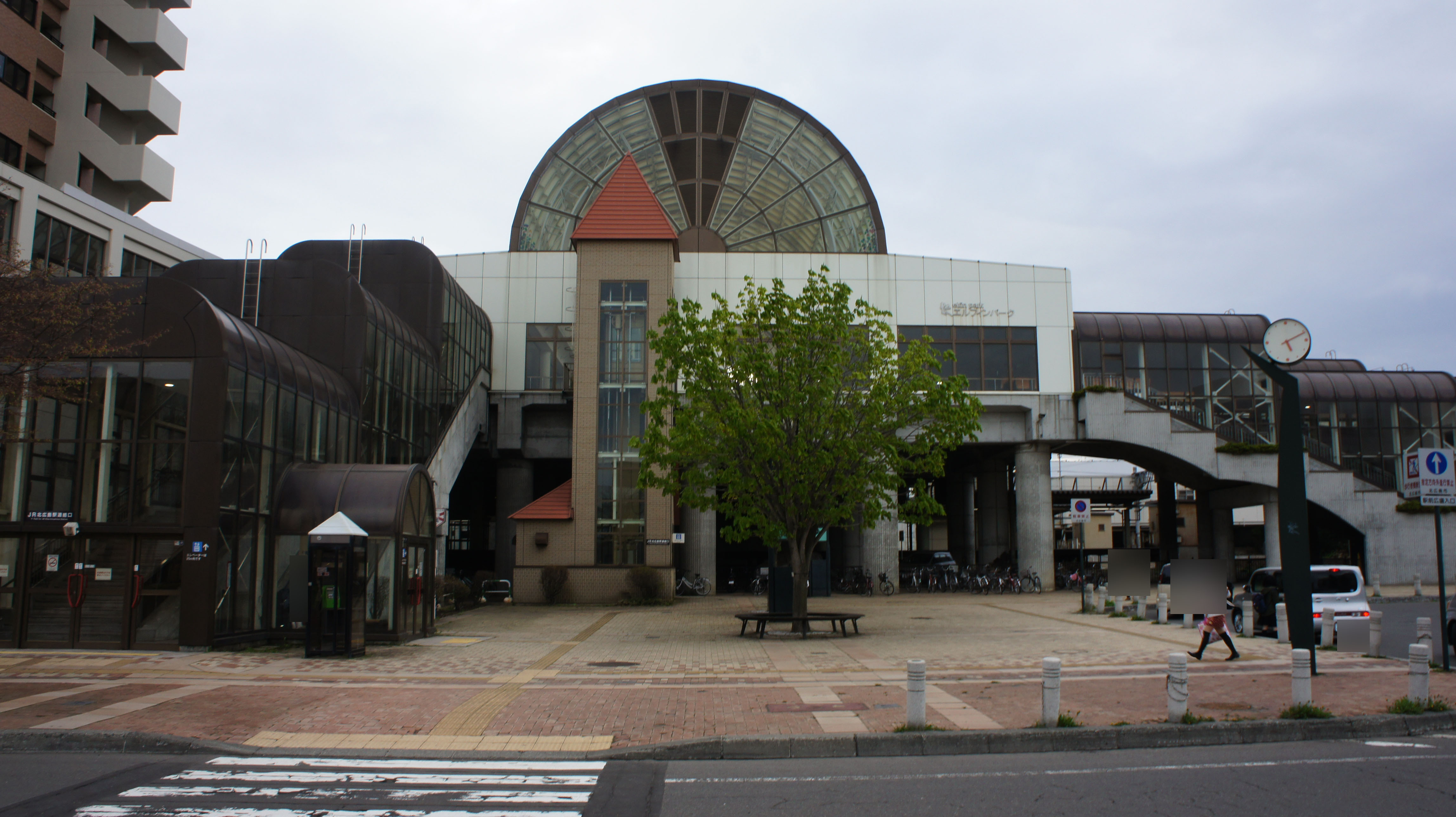
エルフィンパーク交流広場東口外観（2017年5月）
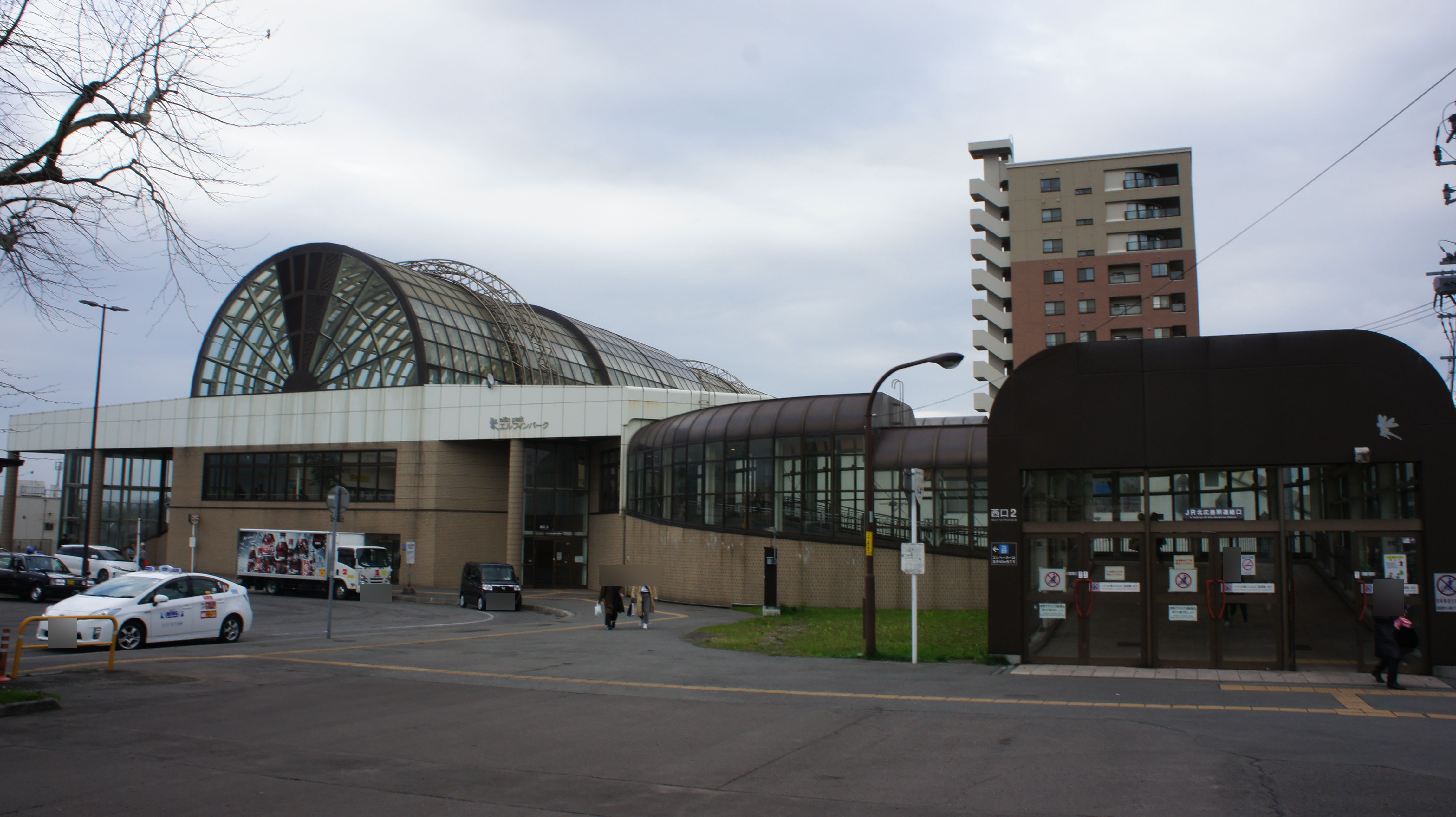
エルフィンパーク交流広場西口外観（2017年5月）
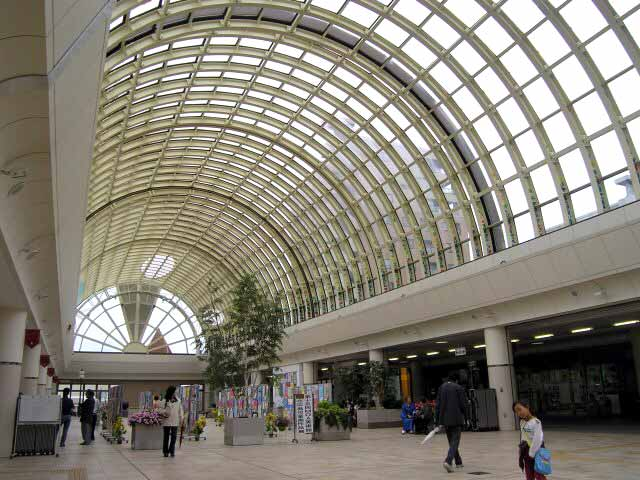
エルフィンパーク交流広場内（2004年10月）

## 利用状況
2023年（令和5年）度の1日平均乗車人員は9,013人で、JR北海道では7番目に利用者数が多い。
近年の1日平均乗車人員の推移は以下の通りである。
| 年度               | 乗車人員 | 出典           |
| ------------------ | -------- | -------------- |
| 1994年（平成06年） | 9,020    | [ * 1 ]        |
| 1995年（平成07年） | 9,190    | [ * 1 ]        |
| 1996年（平成08年） | 9,380    | [ * 2 ]        |
| 1997年（平成09年） | 9,120    | [ * 2 ]        |
| 1998年（平成10年） | 8,930    | [ * 2 ]        |
| 1999年（平成11年） | 8,720    | [ * 2 ]        |
| 2000年（平成12年） | 8,580    | [ * 2 ]        |
| 2001年（平成13年） | 8,520    | [ * 2 ]        |
| 2002年（平成14年） | 8,450    | [ * 2 ]        |
| 2003年（平成15年） | 8,360    | [ * 2 ]        |
| 2004年（平成16年） | 8,230    | [ * 2 ]        |
| 2005年（平成17年） | 8,380    | [ * 3 ]        |
| 2006年（平成18年） | 8,370    | [ * 3 ]        |
| 2007年（平成19年） | 8,300    | [ * 3 ]        |
| 2008年（平成20年） | 8,240    | [ * 3 ]        |
| 2009年（平成21年） | 8,050    | [ * 4 ]        |
| 2010年（平成22年） | 7,960    | [ * 4 ]        |
| 2011年（平成23年） | 7,990    | [ * 4 ]        |
| 2012年（平成24年） | 7,837    | [ * 4 ]        |
| 2013年（平成25年） | 7,734    | [ * 4 ]        |
| 2014年（平成26年） | 7,637    | [ * 4 ]        |
| 2015年（平成27年） | 7,605    | [ * 4 ]        |
| 2016年（平成28年） | 7,577    | [ * 5 ]        |
| 2017年（平成29年） | 7,700    | [ 20 ] [ * 5 ] |
| 2018年（平成30年） | 7,738    | [ * 5 ]        |
| 2019年（令和元年） | 7,705    | [ * 5 ]        |
| 2020年（令和02年） | 6,017    | [ * 5 ]        |
| 2021年（令和03年） | 5,958    | [ * 5 ]        |
| 2022年（令和04年） | 6,632    | [ * 6 ]        |
| 2023年（令和05年） | 9,013    | [ 1 ]          |

## 駅周辺
北広島団地、北広島市役所、北広島市総合体育館、北広島市レクリエーションの森、広島工業団地、広島第2工業団地、星槎道都大学への最寄駅になっている。
2020年12月18日には、北広島市がファイターズの新球場で開業を見据えて、北広島駅西口周辺の再開発計画案を発表した。計画案は不動産会社日本エスコン（現：エスコン）により提案され、18階建ての複合ビル、北広島駅と新球場を結ぶシャトルバス発着場、10階建ての分譲マンションや保育所の整備が盛り込まれた。複合ビルにはホテル、飲食店やイベントに活用できるスペース、北広島駅直結の歩行者用スペースなどが計画されている。
2021年2月24日には、北広島市が新球場と当駅、新札幌駅を結ぶ有料の路線バスを、北海道内の民間バス事業者によって、新球場開業の2023年3月より運行することを発表した。なお、路線バスは新球場で試合が開催されない日も運行するとしている。
東口
- 北広島市芸術文化ホール（花ホール）
- 北広島市図書館
- 北広島病院
- 北広島メディカルプラザ
- 石屋製菓北広島工場
- 北広島市立東部小学校

西口
- 厚別警察署北広島駅前交番
- 北広島市消防本部
- 東光ストア北広島店
- 北海道銀行北広島支店
- 北洋銀行北広島中央支店
- 北広島郵便局
- コープさっぽろエルフィン店
- マックスバリュ北広島店
- 北広島市立広葉中学校

## バス路線
2023年（令和5年）10月1日現在。東口・西口にそれぞれ停留所が設置されている。
東口
ジェイ・アール北海道バスが発着。路線詳細は広91と江92は空知線、その他は長沼線を参照。
- 1番のりば
  - 大33・大34・大35：大谷地ターミナル行
  - 新34：新札幌駅（新札幌バスターミナル）行
- 2番のりば
  - 大34・新34・広34：長沼東町行・ながぬま温泉行
  - 広36：長沼高校前行
  - 大35・広38：南幌ビューロー行
- 3番のりば
  - 広91：北広島営業所前行
  - 江92：江別駅行

西口
北海道中央バスが発着。のりば前の北広島ターミナルビルに北広島案内所を設置する。路線詳細は大曲営業所を参照。また、エスコンフィールドHOKKAIDOの開業に合わせて、F VILLAGE行きシャトルバスの専用乗り場が設置されている。
- 1番のりば
  - 広島線：大曲行・福住駅（福住バスターミナル）行・札幌駅前行
  - さんぽまち・東部線：中央通・山手町4丁目方面
- 2番のりば
  - さんぽまち・東部線：緑陽通・山手町4丁目方面
- 3番のりば
  - 広島線：東部中学校行
  - さんぽまち・東部線：東部中学校方面、北広島高校方面
- 専用のりば
  - F VILLAGE行シャトルバス（試合非開催日も運行） - 北海道バス・千歳相互観光バス共同運行

## 隣の駅
北海道旅客鉄道（JR北海道）
■千歳線

島松駅 (H08) - 北広島駅 (H07) - 北海道ボールパーク駅（仮称・事業中） - （西の里信号場） - 上野幌駅 (H06)

#### 報道発表資料
1. 1 2 3 4  『北海道ボールパークFビレッジへの鉄道アクセスについて』（PDF）（プレスリリース）北海道旅客鉄道、2022年12月14日。オリジナルの2022年12月15日時点におけるアーカイブ。2022年12月15日閲覧。
2. ↑  『北海道ボールパーク（仮称）開業に向けた北広島駅の改修について』（PDF）（プレスリリース）北海道旅客鉄道、2019年6月12日。オリジナルの2019年12月11日時点におけるアーカイブ。2019年12月11日閲覧。
3. ↑  『北海道ボールパーク（仮称）開業に伴う新駅案の検討状況と北広島駅の改修計画について』（PDF）（プレスリリース）北海道旅客鉄道、2019年12月11日。オリジナルの2019年12月11日時点におけるアーカイブ。2019年12月11日閲覧。

#### 新聞記事
1. ↑  “北広島駅の改修 10月着工 市議会で市長 BP関連工事も進行”. 北海道新聞. (2020年9月9日).  オリジナルの2020年9月9日時点におけるアーカイブ。 2020年9月9日閲覧。
2. ↑  “新球場駅 年内に整備案 JR、着工は慎重判断”. 北海道新聞. (2019年6月13日) 2019年6月13日閲覧。[リンク切れ]
3. 1 2 3  “北広島駅前に18階複合ビル 市が計画案発表 新球場結ぶバス発着場も”. 北海道新聞. (2020年12月19日).  オリジナルの2020年12月19日時点におけるアーカイブ。 2020年12月20日閲覧。
4. 1 2  “北広島の顔 再生に期待 市長、駅西口開発提案内容で”. 北海道新聞. (2020年12月19日).  オリジナルの2020年12月19日時点におけるアーカイブ。 2020年12月20日閲覧。
5. 1 2  “新球場とJR北広島、新札幌駅 民間バス 開業から運行”. 北海道新聞. (2021年2月25日).  オリジナルの2021年2月25日時点におけるアーカイブ。 2021年2月26日閲覧。

#### 北広島市資料
1. ↑  “郵便施設（1）、（2）、北広島駅乗車人員”, 平成16年度 北広島市統計書 (北広島市)
2. ↑  “郵便施設（1）、（2）、北広島駅乗車人員” (PDF). 平成18年度 北広島市統計書.   北広島市. 2017年11月12日時点のオリジナルよりアーカイブ。2017年11月4日閲覧。
3. ↑  “郵便施設数の推移および郵便局名・所在地、北広島駅乗車人員” (PDF). 平成22年度版 北広島市統計書.   北広島市. 2017年11月12日時点のオリジナルよりアーカイブ。2017年11月4日閲覧。
4. ↑  “平成28年版 北広島市の統計” (PDF).   北広島市. p. 49. 2017年11月12日時点のオリジナルよりアーカイブ。2017年11月3日閲覧。
5. 1 2 3  “北広島市統計情報 運輸 1 北広島駅乗車人員” (pdf). 2023年11月1日時点のオリジナルよりアーカイブ。2023年4月22日閲覧。
6. ↑  “北広島市統計情報 運輸 1 北広島駅乗車人員” (pdf). 2024年4月10日時点のオリジナルよりアーカイブ。2024年7月13日閲覧。

## 参考資料
- 曽根悟（監修） 著、朝日新聞出版分冊百科編集部 編『週刊 歴史でめぐる鉄道全路線 国鉄・JR』 24号 石勝線・千歳線・札沼線、朝日新聞出版〈週刊朝日百科〉、2009年12月27日。